# Jorge Dely Valdés
Jorge Dely Valdés (født 12. marts 1967) er en tidligere panamansk fodboldspiller.

## Panamas fodboldlandshold
| Panamas landshold | Panamas landshold | Panamas landshold |
| År                | Kmp               | Mål               |
| ----------------- | ----------------- | ----------------- |
| 1991              | 1                 | 0                 |
| 1992              | 2                 | 0                 |
| 1993              | 0                 | 0                 |
| 1994              | 0                 | 0                 |
| 1995              | 2                 | 0                 |
| 1996              | 7                 | 5                 |
| 1997              | 0                 | 0                 |
| 1998              | 0                 | 0                 |
| 1999              | 1                 | 1                 |
| 2000              | 10                | 3                 |
| 2001              | 8                 | 7                 |
| 2002              | 0                 | 0                 |
| 2003              | 0                 | 0                 |
| 2004              | 7                 | 0                 |
| 2005              | 10                | 3                 |
| Total             | 48                | 19                |